# 1244 Deira
1244 Deira är en asteroid i huvudbältet som upptäcktes den 25 maj 1932 av den sydafrikanske astronomen Cyril V. Jackson. Asteroidens preliminära beteckning var 1932 KE. Asteroiden fick senare namn efter den gamla namnet för upptäckarens födelsestad, Ossett i West Yorkshire, i England.
Deiras senaste periheliepassage skedde den 3 juli 2021. Dess rotationstid har beräknats till ungefär 210 timmar.